# Scusa, me lo presti tuo marito?
Scusa, me lo presti tuo marito? (Good Neighbor Sam) è un film statunitense del 1964 diretto da David Swift.

## Trama
Sam Bissell lavora in uno studio pubblicitario, ha due figlie e una moglie che ama molto, Min.
Un cliente estremamente importante, Simon Nurdlinger, minaccia di assegnare una campagna pubblicitaria ad un'altra agenzia credendo che non ci siano "uomini di famiglia" nella compagnia di Sam. Il capo di Sam, Mr. Burke, lo presenta al sig. Nurdlinger, il quale, rimanendone favorevolmente impressionato, decide di far affari con lui e con la sua compagnia. Sam sente che la propria carriera sta prendendo la direzione giusta, e corre a casa per festeggiare con la propria moglie. Qui conosce una vecchia amica di Min, nonché nuova vicina della porta accanto, Janet. La sera stessa cenano tutti insieme per festeggiare la promozione di Sam e la nuova casa di Janet.
Janet è una bellissima donna francese fresca di divorzio dal proprio marito Howard, ed è felice di essere nuovamente single e libera. Viene presto a conoscenza dell'enorme eredità che le lascia suo nonno, ma potrà entrarne in possesso a patto che sia ancora sposata con Howard. Le leggi dello stato riconosceranno il divorzio solo sei mesi dopo, quindi tecnicamente è ancora sposata: decide così di nascondere ai propri parenti che Howard non vive più con lei, altrimenti l'eredità potrà esserle tolta. Durante una visita a sorpresa dei cugini di Janet, Irene e Jack, Sam viene scambiato per Howard e dovrà continuare ad impersonarlo fino a che l'eredità non verrà consegnata a Janet. Portando Sam al lavoro, Mr. Burke e Mr. Nurdlinger pensano che Janet in realtà sia la moglie di Sam, e per non metterlo nei guai dovrà fingere di essere Min. La situazione comincia a complicarsi quando i cugini Irene e Jack assumono un investigatore privato per controllare Sam e Janet, e quando ricompare Howard per riconquistare Janet.